# Pierre-Simon Abril
Pour les articles homonymes, voir Abril.
Pierre-Simon Abril, (en latin Aprilius), né vers 1530 à Alcaraz, est un grammairien espagnol.

## Biographie
Pierre-Simon Abril naît vers 1530 à Alcaraz. Il professe vingt-quatre ans les humanités et la philosophie à l’université de Saragosse, et acquiert une réputation méritée. Grégor, Mayans (Specim. Biblioth.) le place, pour le talent d’enseigner les langues, à côté du célèbre auteur de la Minerva (F. Sanchez), son guide et son ami. Loin d’empêcher ses élèves de s’aider dans leur travail par des traductions, il leur met entre les mains, et se sert de ce moyen pour leur apprendre la formation et la synonymie des mots, en même temps qu’il les familiarise avec les inversions et les règles de la syntaxe. Abril contribue beaucoup à répandre dans l’Aragon le goût et la connaissance des langues anciennes. On a de lui : 1° Latini idiomatis docendiac discendi Methodus, Saragosse (Lyon), 1561, in-8°. 2° De Lingua latina vol de Arte grammatica ticalibri quatuor, 3e édition, Tudela, 1573, in-8°. Cette grammaire est remplie de préceptes excellents, et qui pourraient encore recevoir d’heureuses applications dans nos écoles. 3° Une Grammaire grecque, Saragosse, 1586 ; Madrid, 1587, in-8°. Mayans (ouv. cité) la nomme Libellus vere aureus. On trouve à la suite le Tableau de Cébès, grec, latin et espagnol. 4° Un traité de logique, Alcala, 1587, in-4°, supérieur, suivant le même critique, à tous les livres élémentaires adoptés depuis dans la plupart des universités. Abril traduit en espagnol : le premier Discours de Cicéron contre Verrès, Saragosse, 1574, in-4° ; les Fables d’Ésope, ibid., 1573, in-8", réimprimées en 1647 ; les Comédies de Térence, ibid., 1577, in-8° : il en existe plusieurs éditions ; la meilleure est celle de Valence, 1762, 2 vol. in-8°, avec une préface de Mayans ; les Lettres familières de Cicéron, Valence, 1578, in-4° ; Madrid, 1589 ; Barcelone, 1615; des Lettres choisies de Cicéron, Saragosse, 1585, in-8 ; la République d’Aristote, ibid., 1584, in-4°. Parmi ces traductions ; celles qu’Abril destine à ses élèves sont purement littérales; les autres se distinguent non moins par leur élégance que par leur fidélité. Il laisse en manuscrit des traductions de la Morale d’Aristote, des Histoires de Tacite, de quelques Dialogues de Platon, du Plutus d’Aristophane, de la Médée d’Euripide, etc. Les ouvrages d’Abril sont presque inconnus en France. Il n’en est aucun de cité dans le Catalogue imprimé de la bibliothèque du roi. On trouve une notice assez étendue sur Abril dans l’Ensayo da una bibl. de traductores, par Pellicer, 145-54.